# Big Mouth & Little Eve
Big Mouth & Little Eve was een Nederlands zangduo, bestaande uit Willem Duyn en Ingrid Kup.

## Geschiedenis
Nadat het duo Mouth & MacNeal was ontbonden, vormde Willem Duyn (Mouth) met de Nederlandse zangeres Ingrid Kup het project Big Mouth & Little Eve. Van 1975 tot 1977 bracht de formatie diverse singles uit, waarvan zich drie konden plaatsen in de Nederlandse hitlijsten: Uncle (#3, mei 1975), Yo-de-lay-dee (#26, eind 1975) en What a Beautiful Day (#20, maart 1976).
Kup was na de ontbinding van Big Mouth & Little Eve actief als soliste. In 1978 verscheen de single I Need Your Love Tonight onder het pseudoniem Evie Adams. Tussen 1980 en 1983 volgden enkele single-publicaties onder haar burgerlijke naam. In 1982 verscheen het enige soloalbum Feel Me. Ook Duyn werkte in deze periode aan zijn solocarrière.
Negen jaar na de scheiding brachten Duyn en Kup onder de naam Adam & Eva de single Het kriebelt zo uit.

## Discografie

### Singles
- 1975: Uncle
- 1975: Yo-de-lay-dee
- 1975: Träume gehen schnell vorbei
- 1976: What a Beautiful Day
- 1976: Daddy, Won't You Play Me
- 1976: Love Me Baby
- 1977: Jingle Jangle Johnny
- 1977: Welcome Home
- 1986: Het kriebelt zo (als Adam en Eva)

### Compilaties
- 1980: The Best Of (Mouth & MacNeal / Big Mouth & Little Eve)